# Clã Crichton
O Clã Crichton é um clã escocês da região das Terras Baixas, Escócia.
O atual chefe é David Crichton of That Ilk.